# Eugeniusz Szleper

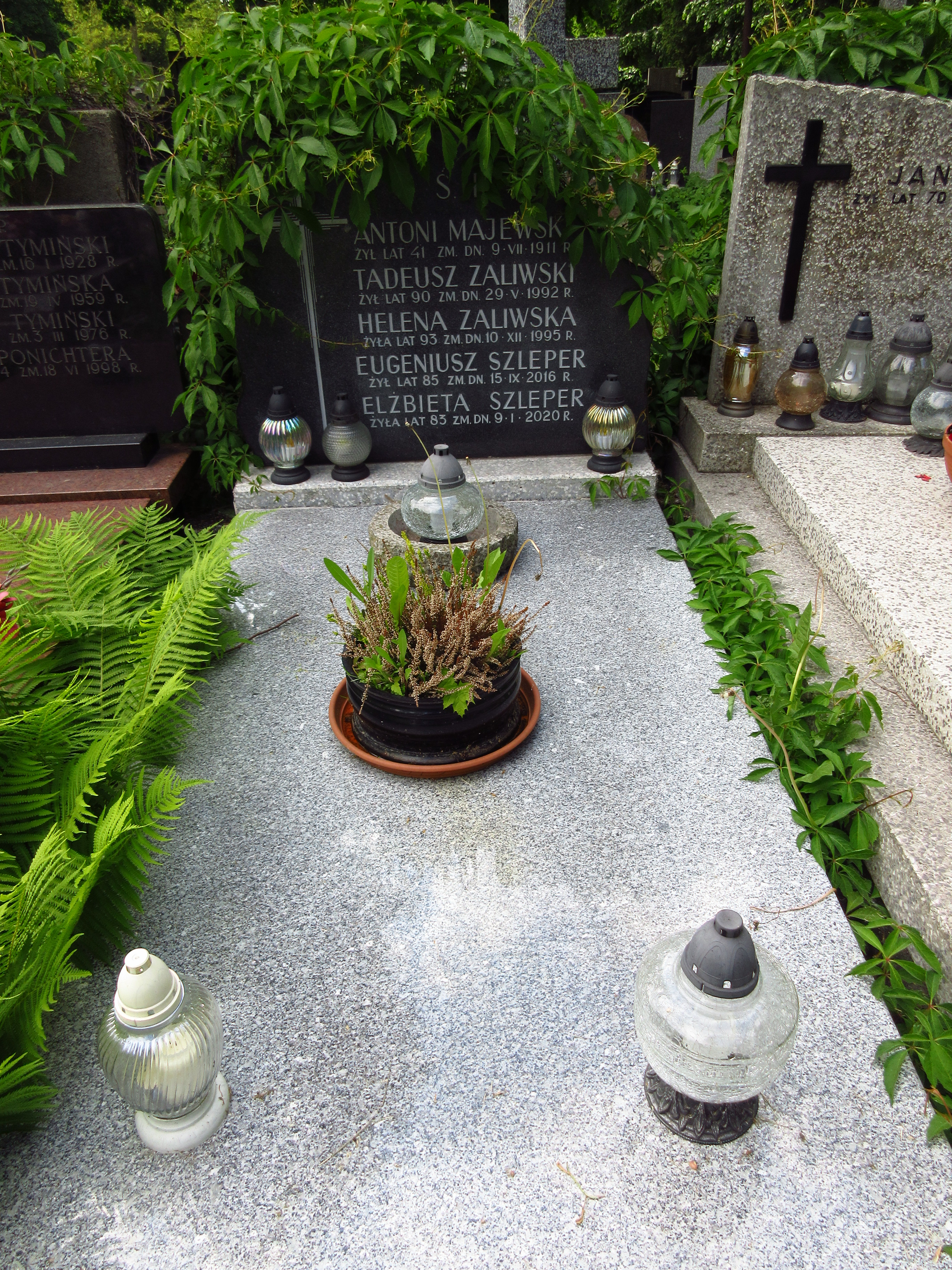
Grób Eugeniusza Szlepera na cmentarzu Bródnowskim

Eugeniusz Szleper (ur. 20 maja 1931 w Le Creusot, zm. 15 września 2016 w Warszawie) – polski dyplomata, ambasador PRL w Peru i Portugalii.

## Życiorys
Syn Władysława i Ewy. Urodził się we Francji, gdzie w latach 1946–1949 pracował jako górnik. Był absolwentem Wydziału Dyplomatyczno-Konsularnego Szkoły Głównej Służby Zagranicznej w Warszawie z 1956. Jako pracownik Ministerstwa Spraw Zagranicznych PRL piastował między innymi funkcję ambasadora PRL w Peru (1973–1976) i Portugalii (1979–1983). Był także szefem Międzynarodowej Komisji Kontroli w Kambodży.
Pochowany na cmentarzu Bródnowskim (kw. 47 B-3-8).